# Galerie Ekster
Galerie Ekster (1973-1978) was een galerie in de Nederlandse  stad Leeuwarden.
Ruudt Peters studeerde nog in zijn laatste jaar aan de Gerrit Rietveld Academie, toen hij de galerie oprichtte gespecialiseerd in edelsmeedkunst samen met Julius Wijffels. Over de naam zei hij: "Iets van de ekster schuilt in ieder mens. Mensen houden ook van glimmende en glinsterende dingen". De galerie werd op 21 december 1973 geopend door Jaap Romijn, directeur van het Princessehof.
Peters wilde elke drie weken werk van een nieuwe groep edelsmeden laten zien. Bij de openingstentoonstelling was er werk te zien van Karel Niehorster, Ab Faber, Marion Herbst, Janke IJff, Roy Jongeling, Marijke van de Meent en Peters zelf. Al snel veranderde het sieradenlandschap; sieraadontwerpers werkten niet meer alleen in goud en zilver, maar maakten betaalbaar werk waarvoor gebruik werd gemaakt van goedkope materialen en objets trouvés. Een voorbeeld hiervan was het werk dat Max Rond in 1974 in de galerie liet zien, hij maakte armbanden van lasdozen. De galerie speelde in deze ontwikkelingen een belangrijke rol en werd "een landelijk oriëntatiepunt voor hedendaags sieraadontwerp, waar nieuwe vormen van neo-constructivistische kunst werd getoond en kruisbestuivingen tussen kunst en design die zo typerend waren voor de jaren zeventig."
Eind 1976 werd de zaak flink uitgebreid. Vanaf dat jaar werd de galerie geleid door Julius Wijffels, telg uit een Zeeuws-Fries brouwers- en boerengeslacht en volle neef van de latere Rabo-topman Herman Wijffels. Per 1 oktober 1978 werd de galerie wegens financiële omstandigheden gesloten. In 1979 begon Wijffels een galerie onder eigen naam, elders in de stad.